# Sławomir Pawelec
Sławomir Pawelec (ur. 4 grudnia 1968 w Kaliszu) – polski piłkarz występujący na pozycji obrońcy lub pomocnika, trener piłkarski.

## Życiorys
Seniorską karierę rozpoczynał w 1986 roku we Włókniarzu Kalisz, skąd rok później przeszedł do Widzewa Łódź. W barwach łódzkiego klubu rozegrał 27 spotkań w I lidze, a w 1990 roku spadł z nim do II ligi. W 1991 roku przeszedł do Petrochemii Płock, a zawodnikiem tego klubu był do końca 1992 roku. Następnie został piłkarzem Warty Poznań, z którą awansował do I ligi. W barwach Warty rozegrał na najwyższym ligowym poziomie rozgrywek 59 spotkań. W latach 1996–1998 grał w Varcie Namysłów. W rundzie jesiennej sezonu 1998/1999 występował w Odrze/Varcie Opole, po czym został grającym trenerem KKS Kalisz. W 2000 roku z kaliskim klubem awansował do III ligi. Był także szkoleniowcem piłkarzy LKS Gołuchów.

## Statystyki ligowe
| Sezon         | Klub              | Liga     | Mecze | Gole |
| ------------- | ----------------- | -------- | ----- | ---- |
| 1986/1987     | Włókniarz Kalisz  | III liga | ?     | 5    |
| 1987/1988     | Widzew Łódź       | I liga   | 9     | 1    |
| 1988/1989     | Widzew Łódź       | I liga   | 4     | 1    |
| 1989/1990     | Widzew Łódź       | I liga   | 14    | 0    |
| 1990/1991     | Widzew Łódź       | II liga  | 8     | 1    |
| 1991/1992     | Petrochemia Płock | II liga  | 23    | 4    |
| 1992/1993 (j) | Petrochemia Płock | II liga  | 0     | 0    |
| 1992/1993 (w) | Warta Poznań      | II liga  | 9     | 1    |
| 1993/1994     | Warta Poznań      | I liga   | 31    | 0    |
| 1994/1995     | Warta Poznań      | I liga   | 28    | 1    |
| 1995/1996     | Warta Poznań      | II liga  | 34    | 9    |
| 1996/1997     | Varta Namysłów    | II liga  | 32    | 1    |
| 1997/1998     | Varta Namysłów    | II liga  | 28    | 1    |
| 1998/1999 (j) | Odra/Varta Opole  | II liga  | 9     | 0    |